# Kamerheer
Een kamerheer of kamerling is een functie aan het hof van een vorstelijk persoon. Aanvankelijk was een kamerheer verantwoordelijk voor de vorstelijke slaapkamer, maar geleidelijk aan werd het een erefunctie die als gunstbewijs werd verleend aan edelen en ten slotte ook aan burgers. De praktische taken van de kamerheer in de vorstelijke huishouding waren inmiddels overgenomen door een kamerdienaar, kamerjonker, valet of kamenier.

## Etymologie
Het woord kamerheer stamt van het Latijnse cameriarius (kamerling, rentmeester). In de karolingische tijd (7e tot 9e eeuw n.C.) was hij als lid van de ministerialiteit belast met de hofhouding en de inkomsten en uitgaven van de leenheer.

## Nederland
In Nederland is een kamerheer een adviseur van de koning. Koning Willem-Alexander heeft een kamerheer in iedere provincie en een in de hoofdstad. De stad Amsterdam heeft op dit moment niet langer een eigen kamerheer. Koning Willem-Alexander kiest geen opvolger voor Ernst Veen die deze erefunctie sinds 2006 heeft vervuld. De kamerheer voor Noord-Holland doet voortaan de hoofdstad erbij. De functie is onbezoldigd. Deze kamerheren adviseren, begeleiden en vertegenwoordigen de koning in hun ambtsgebied. Kamerheren maken deel uit van het Civiele Huis van de hofhouding van de koning. Sinds juli 2018 kan een kamerheer overigens ook een dame betreffen, want in deze maand trad mevrouw Coby Zandbergen aan als eerste vrouwelijke kamerheer van de koning. Bij het bereiken van de 70-jarige leeftijd wordt een kamerheer opgevolgd en tegelijkertijd benoemd tot kamerheer honorair.
Onderstaande zijn de kamerheren:
Noord-Holland
Per 1 mei 2025 is de heer A. (Toon) Mans benoemd tot de nieuwe kamerheer in de provincie Noord-Holland. Hij is de opvolger van jonkheer mr. Th.S. (Theo) Röell, die de functie vanaf 2011 vervulde.

Zuid-Holland
Mr. A.W. (Adri) Bom-Lemstra, kamerheer van Zuid-Holland vanaf 1 april 2022, sinds 1 mei 2021 voorzitter van Glastuinbouw Nederland. Daarnaast is zij voorzitter van de raad van advies van Greenports Nederland.
Zeeland
Drs. ing. J.W. (Danny) Hollestelle - Van Rooijen, kamerheer sinds 1 januari 2019, directeur-eigenaar van Koninklijke Hollestelle Groep in Goes. Tevens vervult zij diverse advies-, bestuurs- en toezichthoudende functies in met name de technische en economische sector in Zeeland. Zo is zij voorzitter van de raad van commissarissen van de N.V. Westerscheldetunnel, bestuurslid van VNO-NCW Zeeland en lid van de Economic Board Zeeland.
Flevoland
M. (Marianne) Luyer, kamerheer sinds 1 maart 2024, organisatieadviseur, Business Development Partner bij NR Governance, voorzitter van de raad van toezicht van CNV Connectief, lid van het bestuur van het Prof. Steenkamp Fonds. Geeft lezingen, leidt debatten en dialoogtafels, schreef boeken over waardegedreven leiderschap en was twaalf jaar lid van de Provinciale Staten van Flevoland.
Utrecht
mr. J.J.J. (Joost) van Lanschot, kamerheer sinds 1 januari 2011, oud-directeur van VSBfonds, daarvoor partner en voorzitter van advocatenkantoor Stibbe. Daarnaast lid van de raad van commissarissen van uitvaartverzorger en -verzekeraar Monuta en bestuurslid van Stichting Administratiekantoor Air France-KLM.
Groningen
J.H. (Jaap) Wolters, kamerheer sinds 1 januari 2006, eigenaar van de firma Hanzevast en directeur van de hieraan gerelateerde bedrijven Hanzevast Holding B.V. en MPC Münchmeijer Petersen Capital N.V. Daarnaast vervult Jaap Wolters een aantal bestuursfuncties op maatschappelijk terrein in Groninger Stad en Ommeland.
Friesland
G.J. (Geert Jan) Douma, kamerheer sinds 1 januari 2014. Douma is in Sneek geboren en is sinds 1981 werkzaam bij Douma Staal BV te Sneek. In 1989 werd hij directeur en eigenaar van dit bedrijf. Naast een aantal andere nevenfuncties is hij voorzitter van de Stichting Ondernemers Súdwest-Fryslân en lid van het bestuur Handel en Industrie Sneek. De heer Douma volgt mr. R.S. (Rienk) Wegener Sleeswijk op als kamerheer in Friesland.
Drenthe
Mr. M.C. (Mas) Boom, kamerheer sinds 1 januari 2014. De heer Boom is geboren in Meppel. Hij studeerde rechten aan de Rijksuniversiteit van Groningen. Sinds 1984 is hij werkzaam bij Koninklijke Boom uitgevers te Meppel, waarvan hij nu holdingdirecteur is. De heer Boom is lid van de raad van commissarissen van het zorgbedrijf Oranjeborg B.V. te Meppel. Hij bekleedde ook verscheidene bestuursfuncties van onder andere de brancheorganisaties Nederlandse Vereniging van Personeelsbeleid Noord Nederland en Jong Management VNO NCW.
Overijssel
Drs. J.J. (Coby) Zandbergen, kamerheer sinds 1 juli 2018. Sinds 2010 is zij voorzitter van het college van bestuur bij Cibap, Vakschool voor Verbeelding, in Zwolle. Daarvoor werkte zij onder meer als directeur Dienst Communicatie, Marketing & Strategie bij Landstede Groep. Zij vervult diverse advies-, bestuurs- en toezichthoudende functies in met name de culturele sector en het onderwijs. Zo was zij in 2016 adviseur Beoordelingscommissie Raad voor Cultuur BIS, is zij toezichthouder bij de Zwolse Theaters en vice voorzitter van het Academiehuis Grote Kerk Zwolle.
Gelderland
Per 1 juli 2025 is de heer M.J.A. (Marcel) Hielkema benoemd tot de nieuwe kamerheer in de provincie Gelderland. Hij is de opvolger van dr. D.H.J. (Daniël) Wigboldus, die de functie vanaf 2019 vervulde.

Noord-Brabant
Dr. M.W.M. (Miranda) de Vries, kamerheer sinds 1 maart 2024, sinds 1 januari 2023 voorzitter van de raad van bestuur van Zorggroep Elde Maasduinen, een organisatie voor ouderenzorg in Midden- en Noordoost-Brabant. Daarvoor was zij vijf jaar burgemeester van Etten-Leur en eerder was zij zes jaar burgemeester van Geldermalsen.
Limburg
Per 1 oktober 2025 is de heer drs. D.E.J.W.H.M. (Diederik) baron de Loë benoemd tot de nieuwe kamerheer in de provincie Limburg. De heer De Loë volgt de heer dr. J.J. (Jan) Schrijen op, die deze functie sinds 2008 vervult. 
Kamerheer honorair zijn onder meer mr. drs. C. de Quay (voorheen Noord-Brabant), drs. C. Kostense (voorheen Zeeland), ir. E.H. baron van Tuyll van Serooskerken (voorheen Noord-Holland), drs. L.E.H. Vredevoogd (voorheen ’s-Gravenhage), prof. dr. C.M. Karssen (voorheen Gelderland), en dr. J.J.L. Haspels (voorheen Utrecht).

## Heilige Stoel
Bij de Heilige Stoel is er een kardinaal-kamerheer van de paus, deze wordt camerlengo genoemd. Hij is onder andere schatbewaarder van pauselijke eigendommen tussen het overlijden van een paus en de keuze van een opvolger.
Daarnaast zijn er erekamerheren die assisteren bij diverse plechtigheden. Vooral vroeger waren deze afkomstig uit de pauselijke adel.

## Voetnoten
1. ↑  https://www.vorsten.nl/vorstenhuizen/nederland-vorstenhuizen/amsterdam-heeft-geen-kamerheer-meer. Gearchiveerd op 10 december 2019.
2. ↑  Website Koninklijk Huis: Kamerheren Gearchiveerd op 3 juni 2023.
3. ↑  Aanstelling van de eerste vrouwelijke kamerheer, mevrouw Coby Zandbergen (website NOS.nl d.d. 23 juni 2018). Gearchiveerd op 21 april 2021.
4. ↑  Zijn Majesteit de Koning heeft per 1 mei 2025 de heer A. (Toon) Mans benoemd tot zijn nieuwe kamerheer in de provincie Noord-Holland.. Geraadpleegd op 14 augustus 2025.
5. ↑  Benoeming nieuwe Kamerheer in Zuid-Holland, Het Koninklijk Huis d.d. 1 maart 2022. Gearchiveerd op 27 oktober 2022.
6. ↑  Adri Bom-Lemstra, Glastuinbouw Nederland geraadpleegd d.d. 26 maart 2022. Gearchiveerd op 29 november 2022.
7. ↑  Raad van Advies, Greenports Nederland geraadpleegd d.d. 26 maart 2022. Gearchiveerd op 30 maart 2023.
8. ↑  Ministerie van Algemene Zaken, Nieuwe Kamerheer in Zeeland - Nieuwsbericht - Het Koninklijk Huis. www.koninklijkhuis.nl (20 december 2018). Gearchiveerd op 4 juni 2019. Geraadpleegd op 4 juni 2019.
9. 1 2  Benoeming nieuwe kamerheren in Flevoland en Noord-Brabant, Het Koninklijk Huis, 13 februari 2024. Gearchiveerd op 2 april 2024.
10. ↑  Website Koninklijk Huis: Benoeming Kamerheren E.W. Veen en J.H. Wolters per 1 januari 2006. Gearchiveerd op 21 april 2021.
11. 1 2  Website Koninklijk Huis: Benoeming Kamerheren G.J. Douma en M.C. Boom. Gearchiveerd op 21 april 2021.
12. ↑  Nieuwe kamerheren in Overijssel en Flevoland, Het Koninklijk Huis, 19 april 2018. Gearchiveerd op 3 april 2024.
13. ↑  Benoeming kamerheer provincie Gelderland. Geraadpleegd op 14 augustus 2025.

## Bron
- Website Koninklijk Huis: Kamerheren